# Cattleya
Cattleya es un género de orquídeas presente desde Costa Rica y Panamá hasta Argentina. En el comercio de orquídeas se le designa bajo la abreviatura C.

## Descripción
Las orquídeas del género Cattleya pueden ser epífitas o terrestres y cuentan con un rizoma cilíndrico desde donde salen las raíces. Presentan pseudobulbos, que pueden tener forma cilíndrica o elipsoide, de crecimiento erguido, con 1 o 2 hojas saliendo de arriba. Las hojas pueden ser oblongas, lanceoladas o elípticas; de consistencia coriácea o carnosa; con borde entero. La inflorescencia es un racimo terminal con pocas o varias flores. Las flores tienen pétalos y sépalos libres, de entre los cuales el labelo (pétalo inferior) tiene una forma y color distintos al del resto de la flor, enrollado alrededor de la columna floral formando un tubo. Las orquídeas de este género cuentan con 4 polinias (sacos que almacenan el polen). El fruto es una cápsula con numerosas semillas.

## Distribución y hábitat
El género Cattleya se distribuye desde Costa Rica hasta Argentina en variados hábitats: algunas especies se encuentran en bosques de montaña (como Cattleya labiata y especies relacionadas), bosques amazónicos (como Cattleya wallisii) o bosques secos (como Cattleya lueddemanniana); en elevaciones desde 100 a 2000 metros.

## Taxonomía
John Lindley describió el género Cattleya en 1824 a partir de un espécimen de Cattleya labiata cultivado por William Cattley, orquideólogo aficionado inglés, por lo que el género lleva su apellido.
Dentro del género Cattleya, se reconoce la siguiente clasificación:
(para ver la lista en orden alfabético ir a: Lista de especies de Cattleya).

### Subgénero Cattleya

#### Sección Cattleya
- C. aurea (S. Panamá - Colombia)
- C. dowiana (Costa Rica).
- C. gaskelliana (Colombia - Trinidad).
- C. iricolor (Ecuador - Perú).
- C. jenmanii (Venezuela - Guyana).
- C. labiata (Brasil).
- C. luteola (N. Brasil, Ecuador - Bolivia).
- C. mendelii (NE. Colombia).
- C. mooreana (Perú).
- C. mossiae (N. Venezuela)
- C. percivaliana (Colombia - O. Venezuela).
- C. quadricolor (Colombia)
- C. rex (Perú - N Bolivia).
- C. schroederae (NE. Colombia).
- C. trianae (Colombia).
- C. warneri (E. Brasil).
- C. warscewiczii (Colombia).

##### Serie Cattleyodes

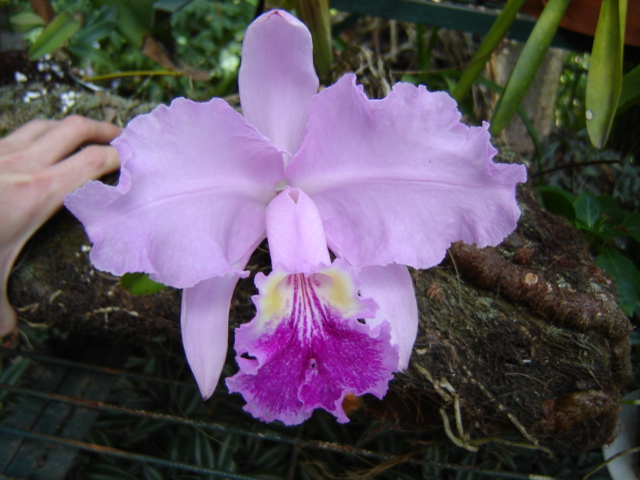
Cattleya lueddemanniana

- C. crispa (SE. Brasil)
- C. grandis (Brasil - SE. Bahia - N. Espírito Santo).
- Cattleya lueddemannianaC. lobata (SE. Brasil.)
- C. perrinii (SE. Brasil)
- C. purpurata (SE. & S. Brasil)
- C. tenebrosa (Brasil - SE. Bahia - Espírito Santo).
- C. virens (SE. Brasil)
- C. xanthina (Brasil - Bahia - Espírito Santo).

##### Serie Hadrolaelia
- C. alaorii (Brasil - Bahia).
- C. bicalhoi (Brasil - S. Minas Gerais - Río de Janeiro).
- C. jongheana (Brasil - Minas Gerais).
- C. praestans (SE. Brasil)
- C. pumila (SE. & S. Brasil)
- C. sincorana (Brasil: Bahia).

##### Serie Microlaelia
- C. lundii (Bolivia - Argentina).

##### Serie Parviflorae

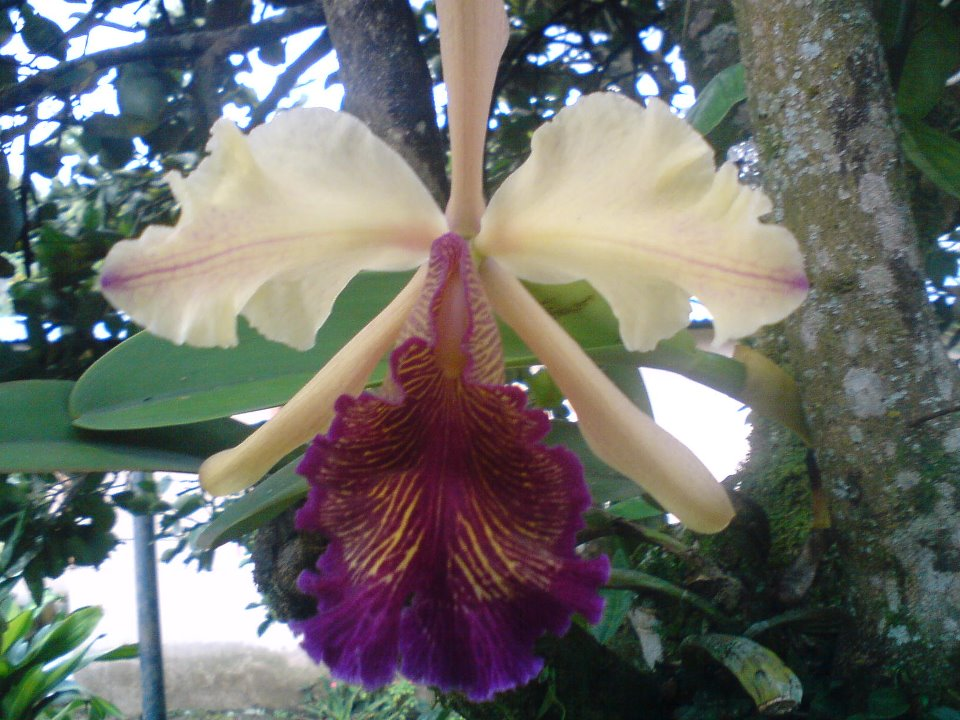
Cattleya dowiana

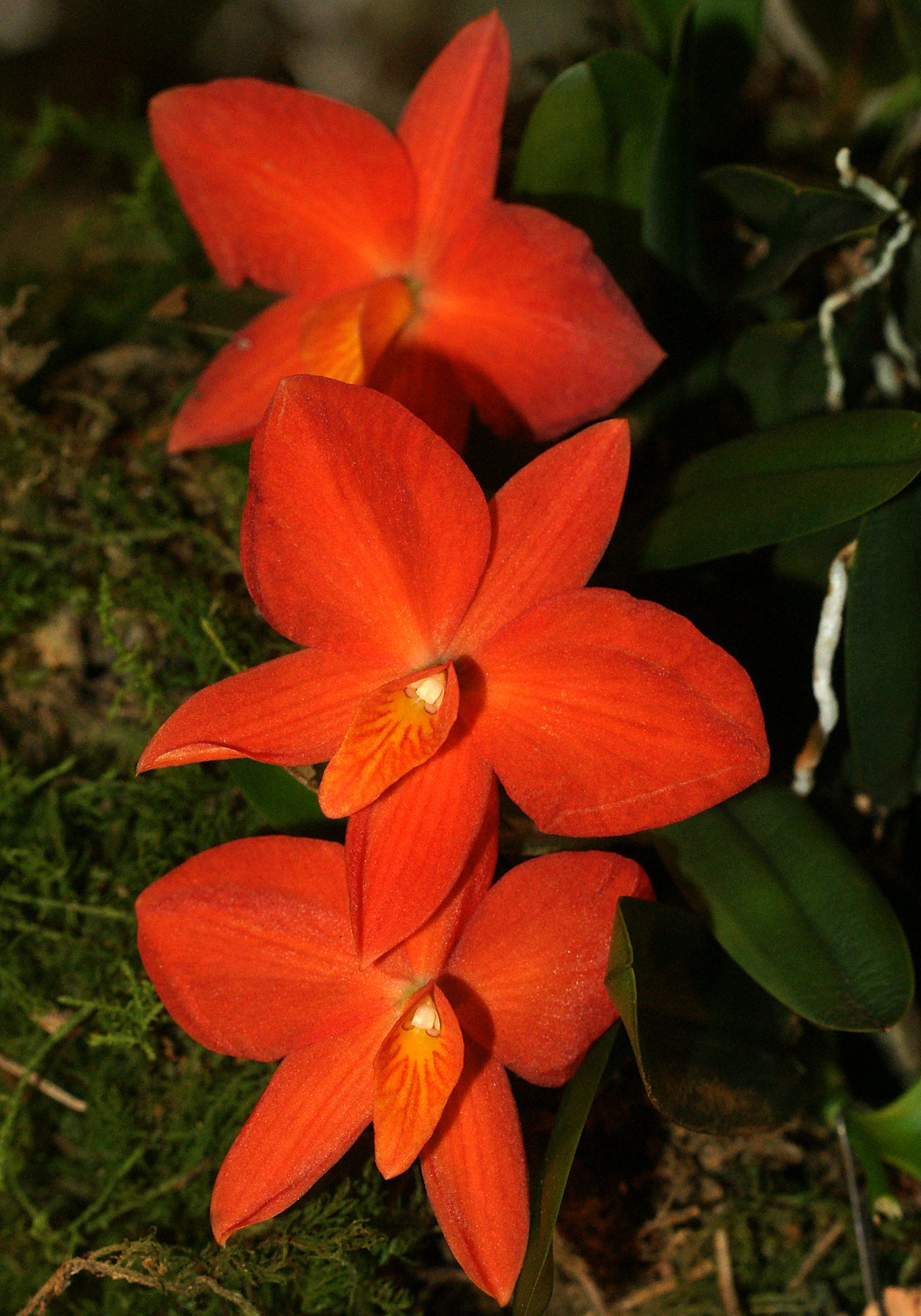
Cattleya coccinea

- C. alvarenguensis
- C. alvaroana (Brasil: Río de Janeiro).
- C. angereri (Brasil: Minas Gerais).
- C. blumenscheinii (Brasil: Minas Gerais).
- C. bradei  (Brasil: Minas Gerais).
- C. briegeri (Brasil: Minas Gerais).
- C. campacii (Brasil).
- C. caulescens (Brasil: Minas Gerais).
- C. cinnabarina (Brasil: S. Minas Gerais, Río de Janeiro).
- C. colnagoi (Brasil: Minas Gerais).
- C. conceicionensis (Brasil: Minas Gerais)Cattleya dowiana
- C. crispata (Brasil: Minas Gerais)
- C. endsfeldzii (Brasil: Minas Gerais).
- C. esalqueana (Brasil: Minas Gerais).
- C. flavasulina (Brasil: Minas Gerais)
- C. fournieri (Brasil: Minas Gerais)
- C. ghillanyi (Brasil: Minas Gerais).
- C. gloedeniana (Brasil: São Paulo)
- C. gracilis (Brasil: Minas Gerais: Serra do Cipó)
- C. guanhanensis
- C. harpophylla (Brasil: Minas Gerais - Espírito Santo).
- C. hatae
- C. hegeriana
- C. hispidula (Brazil: Minas Gerais).
- C. hoehnei (Brazil: Espírito Santo)
- C. itambana (Brazil: Minas Gerais).
- C. kautskyana (Brazil: Espírito Santo).
- C. kettieana (Brasil: Minas Gerais)

- C. kleberi
- C. liliputana (Brasil - Minas Gerais: Serra do Ouro Branco).
- C. locatellii
- C. longipes (SE. Brasil - Serra do Cipó).
- C. luetzelburgii (Brasil - Bahia).
- C. macrobulbosa
- C. marcaliana (Brasil - Bahia).
- C. milleri (Brasil - Minas Gerais).Cattleya coccinea
- C. mirandae (Brasil - Minas Gerais).
- C. munchowiana (Brasil - Espírito Santo).
- C. neokautskyi (SE. Brasil)
- C. pabstii (Brasil - Minas Gerais)
- C. pendula (Brasil - Minas Gerais)
- C. pfisteri (Brasil - Bahia).
- C. presidentensis (Brasil - Minas Gerais).
- C. reginae (Brasil - Minas Gerais).
- C. rupestris
- C. sanguiloba (Brasil – Bahia)
- C. tereticaulis
- C. vandenbergii
- C. vasconcelosiana
- C. verboonenii (Brasil - Río de Janeiro).
- C. viridiflora

##### Serie Sophronitis
- C. acuensis (Brasil: Río de Janeiro).
- C. alagoensis (Brasil: Alagoas)
- C. brevipedunculata (Brasil: Minas Gerais).
- C. cernua (Brasil - NE. Argentina).
- C. coccinea (Brasil - NE. Argentina).
- C. dichroma (Brasil: Río de Janeiro).
- C. mantiqueirae (SE. Brasil).
- C. pygmaea (Brasil: Espírito Santo).
- C. wittigiana (Brasil: Espírito Santo).

#### Sección Lawrenceanae
- C. lawrenceana (Venezuela, Guyana, N. Brasil).

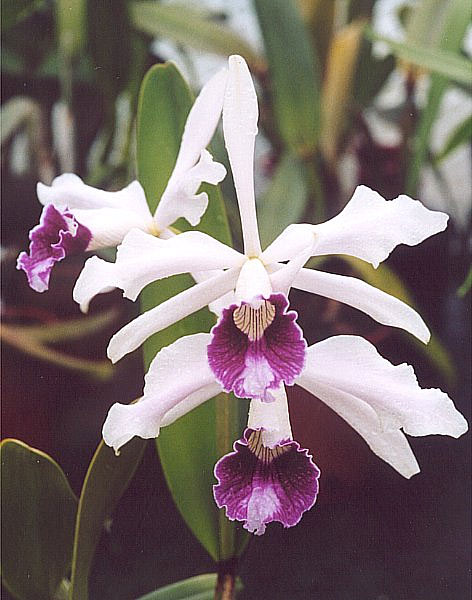
Cattleya purpurata

- C. lueddemanniana (N. Venezuela).
- Cattleya purpurataC. wallisii (N. Brasil)

### Subgénero Cattleyella
- C. araguaiensis (Brasil)

### Subgénero Intermediae
- C. aclandiae (Brasil)
- C. amethystoglossa  (Brasil)
- C. bicolor (SE. Brasil)
- C. dormaniana (Brasil)
- C. elongata (Brasil)
- C. forbesii (Brasil)
- C. granulosa  (Brasil)
- C. guttata (Brasil).
- C. harrisoniana (SE. Brasil).
- C. intermedia (SE. & S. Brasil, Paraguay, Uruguay).
- C. kerrii (Brasil).
- C. loddigesii  (SE. Brasil - NE. Argentina).
- C. nobilior (O. & C. Brasil - Bolivia).
- C. porphyroglossa (Brasil).
- C. schilleriana (Brasil).
- C. schofieldiana (Brasil)
- C. tenuis (NE. Brasil).
- C. tigrina (SE. & S. Brasil).
- C. velutina (Brasil)
- C. violacea (Amazonía & Guyana).
- C. walkeriana (O.,C. & SE. Brazil).

### Subgénero Maximae
- C. maxima (Ecuador - Perú).

## Híbridos naturales de Cattleya
Algunos híbridos naturales son:

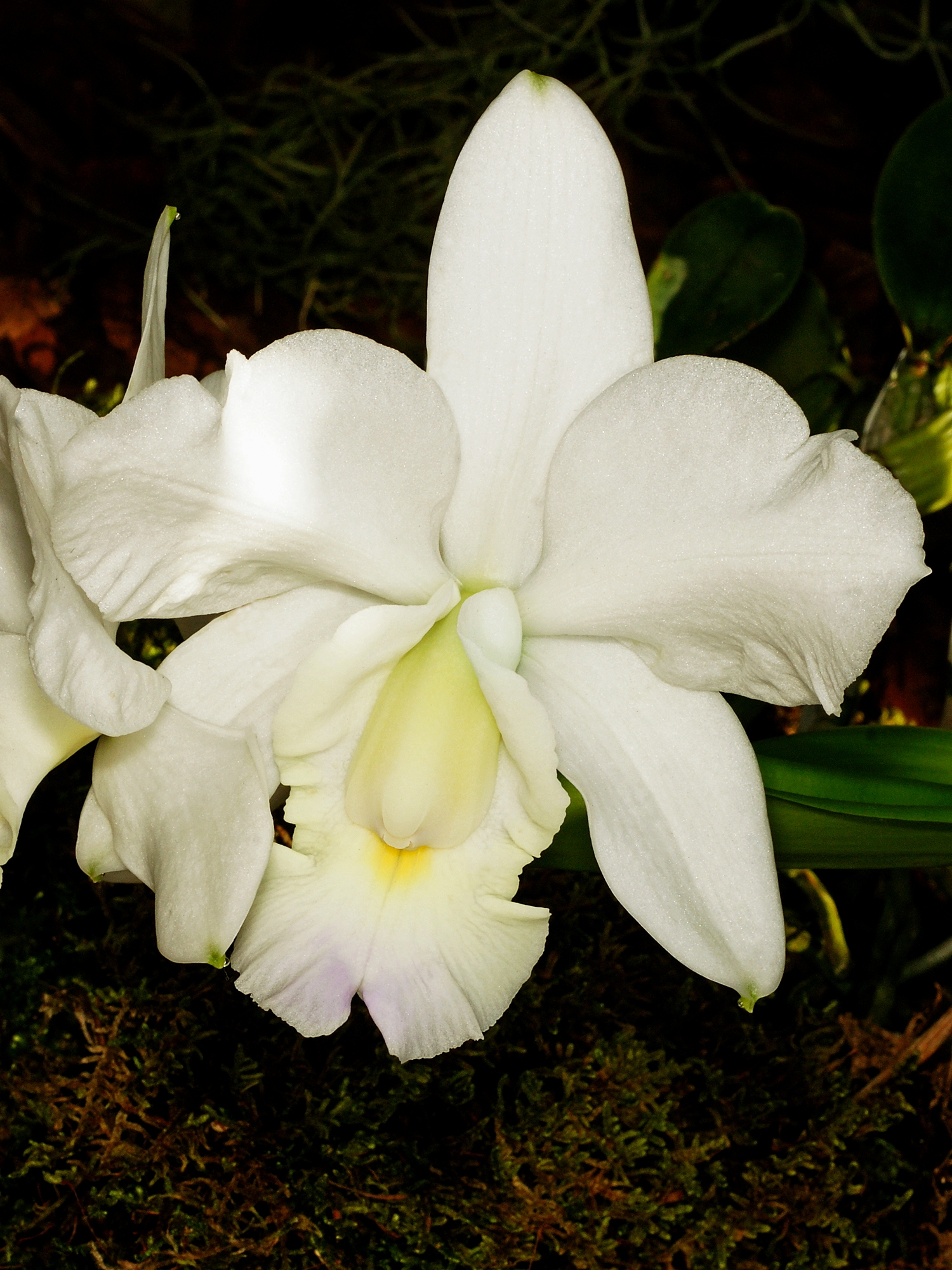
Cattleya × dolosa

- Cattleya × dolosaCattleya × brasiliensis (= Cattleya bicolor × Cattleya harrisoniana) (Brasil)
- Cattleya × brymeriana (= Cattleya violacea × Cattleya wallisii) (N. Brasil)
- Cattleya × caerulea (= Cattleya warneri × Cattleya mossiae) (Venezuela)
- Cattleya × dayana (= Cattleya forbesii × Cattleya guttata) (N. Brasil)
- Cattleya × dolosa (= Cattleya loddigesii × Cattleya walkeriana): Falsa Cattleya (Brasil)
- Cattleya × dukeana (= Cattleya bicolor × Cattleya guttata) (SE. Brasil)

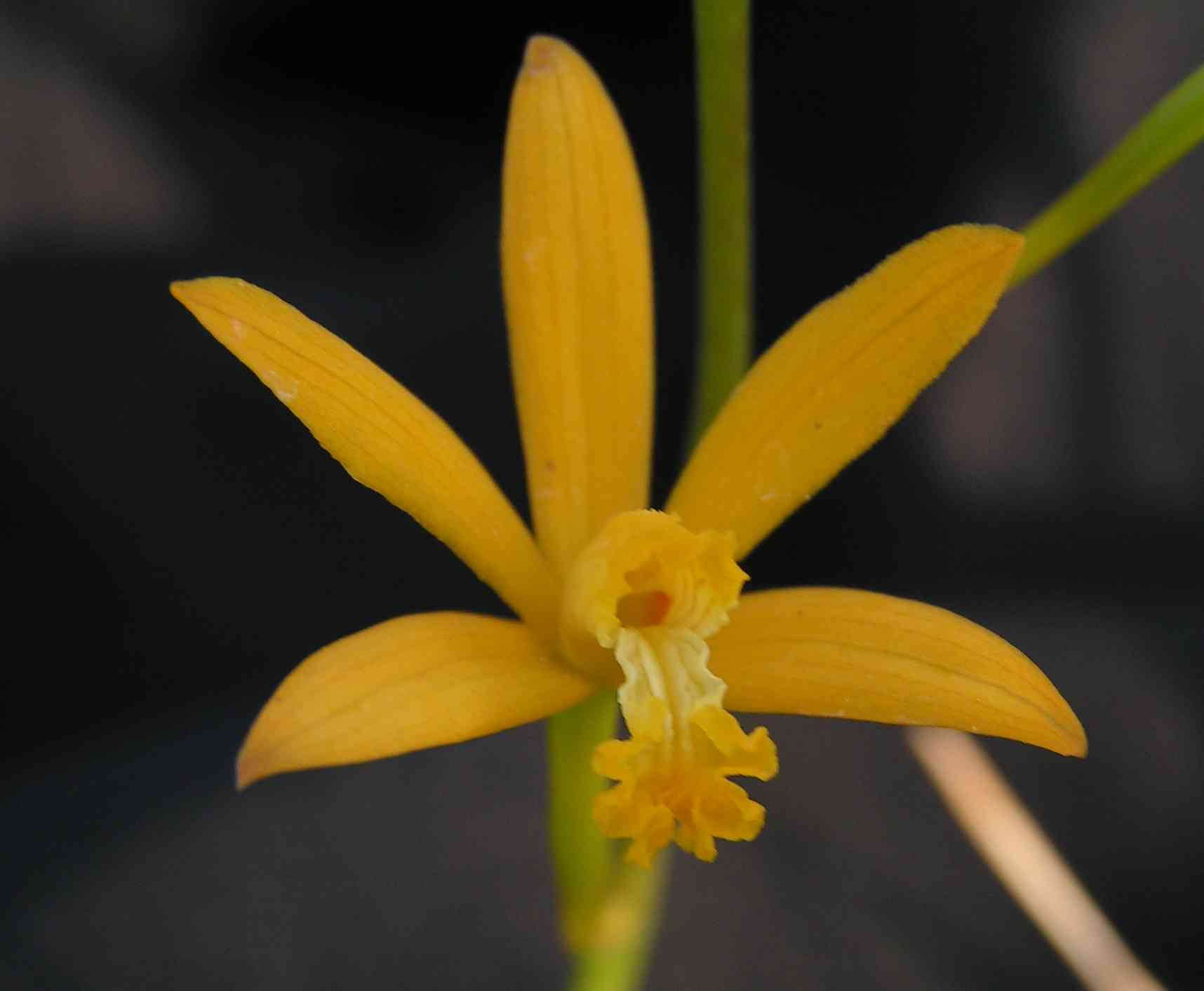
Cattleya x mixta

- Cattleya × duveenii ( = Cattleya guttata × Cattleya harrisoniana) (SE. Brasil)
- Cattleya × gransabanensis (= Cattleya jenmanii × Cattleya lawrenceana) (Venezuela)
- Cattleya × gravesiana (= Cattleya lueddemanniana × Cattleya mossiae) (Venezuela)
- Cattleya × hybrida (= Cattleya guttata × Cattleya loddigesii) (SE. Brasil)
- Cattleya × imperator ( = Cattleya granulata × Cattleya labiata) (NE. Brasil)
- Cattleya × intricata (= Cattleya intermedia × Cattleya leopoldii) (S. Brasil)
- Cattleya × isabella ( = Cattleya forbesii × Cattleya intermedia) (SE. Brasil)
- Cattleya × joaquiniana ( = Cattleya bicolor × Cattleya walkeriana) (Brasil)
- Cattleya × lucieniana ( = Cattleya forbesii × Cattleya granulosa) (SE. Brasil)
- Cattleya × measuresii ( = Cattleya aclandiae × Cattleya walkeriana) (E. Brasil)
- Cattleya × mesquitae ( = Cattleya nobilior × Cattleya walkeriana) (Brasil)
- Cattleya x mixtaCattleya × mixta ( = Cattleya guttata × Cattleya schofieldiana) (Brasil)
- Cattleya × moduloi ( = Cattleya schofieldiana × Cattleya warneri) (Brasil)
- Cattleya × patrocinii (= Cattleya guttata × Cattleya warneriana): Cattleya de Patrocinio (SE. Brasil)
- Cattleya × picturata ( = Cattleya guttata × Cattleya intermedia) (SE. Brasil)
- Cattleya × resplendens ( = Cattleya granulosa × Cattleya schilleriana) (NE. Brasil)
- Cattleya × tenuata (= Cattleya elongata × Cattleya tenuis) (Brasil)
- Cattleya × undulata ( = Cattleya elongata × Cattleya schilleriana) (Brasil)
- Cattleya × venosa (= Cattleya forbesii × Cattleya harrisoniana) (Brasil)
- Cattleya × victoria-regina (= Cattleya guttata × Cattleya labiata) (NE. Brasil)
- Cattleya × wilsoniana ( = Cattleya bicolor × Cattleya intermedia)  (Brasil)

## Híbridos intergenéricos
| - Allenara Alna (Cattleya × Diacrium × Epidendrum × Laelia) - Arizara Ariz (Cattleya × Domingoa × Epidendrum) - Brassocatanthe Bct (Brassavola × Cattleya × Guarianthe) - Bishopara Bish (Broughtonia × Cattleya × Sophronitis) - Brassolaeliocattleya Blc (Brassavola × Cattleya × Laelia) - Buiara Bui (Broughtonia × Cattleya × Epidendrum × Laelia × Sophronitis) - Brownara Bwna (Broughtonia × Cattleya × Diacrium) - Cattlassia Cas (Brassia × Cattleya) - Cattkeria Cka (Barkeria × Cattleya) - Clarkeara Clka (Brassavola × Cattleya × Diacrium × Laelia × Sophronitis) - Cookara Cook (Broughtonia × Cattleya × Diacrium × Laelia) - Cattleytonia Ctna (Broughtonia × Cattleya) - Cattlianthe Ctt (Cattleya × Guarianthe) - Cattotes Ctts (Cattleya × Leptotes) - Catyclia Cty (Cattleya × Encyclia) - Cattleychea Ctyh (Cattleya × Prosthechea) - Catcylaelia Ctyl (Cattleya × Encyclia × Laelia) - Dekensara Dek (Brassavola × Cattleya × Schomburgkia) - Diacattleya Diaca (Cattleya × Diacrium) - Dialaeliocattleya Dialc (Cattleya × Diacrium × Laelia) - Epicattleya Epc (Cattleya × Epidendrum) - Epicatonia Epctn (Broughtonia × Cattleya × Epidendrum) - Epilaeliocattleya Eplc (Cattleya × Epidendrum × Laelia) - Estelara Esta (Brassavola × Cattleya × Epidendrum × Tetramicra) - Fordyceara Fdca (Broughtonia × Cattleya × Laeliopsis × Tetramicra) - Fialaara Fía (Broughtonia × Cattleya × Laelia × Laeliopsis) - Fujiwarara Fjw (Brassavola × Cattleya × Laeliopsis) - Fredschechterara Fre (Broughtonia × Cattleya × Epidendrum × Laelia × Schomburgkia) - Guaricattonia Gct. (Broughtonia × Cattleya × Guarianthe) - Gladysyeeara Glya (Brassavola × Broughtonia × Cattleya × Cattleyopsis × Diacrium × Epidendrum × Laelia × Sophronitis) - Guarisophleya Gsl (Cattleya × Guarianthe × Sophronitis) - Hawkesara Hwkra (Cattleya × Cattleyopsis × Epidendrum) - Iacovielloara Icvl (Brassavola × Cattleya × Diacrium × Epidendrum × Laelia) - Iwanagara Iwan (Brassavola × Cattleya × Diacrium × Laelia) - Izumiara Izma (Cattleya × Epidendrum × Laelia × Schomburgkia × Sophronitis) - Jewellara Jwa (Broughtonia × Cattleya × Epidendrum × Laelia) - Johnyeeara Jya (Brassavola × Cattleya × Epidendrum × Laelia × Schomburgkia × Sophronitis) - Kirchara Kir (Cattleya × Epidendrum × Laelia × Sophronitis) - Kraussara Krsa (Broughtonia × Cattleya × Diacrium × Laeliopsis) - Kawamotoara Kwmta (Brassavola × Cattleya × Domingoa × Epidendrum × Laelia) - Laeliocattkeria Lcka (Barkeria × Cattleya × Laelia) - Laeliocatanthe Lcn (Cattleya × Laelia × Guarianthe) | - Laeliocatarthron Lcr (Cattleya × Caularthron × Laelia) - Laeliocatonia Lctna (Broughtonia × Cattleya × Laelia) - Laeliopleya Lpya (Cattleya × Laeliopsis) - Mailamaiara Mai (Cattleya × Diacrium × Laelia × Schomburgkia) - Mizutara Miz (Cattleya × Diacrium × Schomburgkia) - Mooreara Mora (Brassavola × Broughtonia × Cattleya × Laelia × Schomburgkia × Sophronitis) - Matsudaara Msda (Barkeria × Cattleya × Laelia × Sophronitis) - Maymoirara Mymra (Cattleya × Epidendrum × Laeliopsis) - Nuccioara Nuc (Cattleya × Caularthron × Laelia × Sophronitis) - Opsiscattleya Opsct (Cattleya × Cattleyopsis) - Otaara Otr (Brassavola × Broughtonia × Cattleya × Laelia) - Procycleya Pcc (Cattleya × Encyclia × Prosthechea) - Potinara Pot (Brassavola × Cattleya × Laelia × Sophronitis) - Recchara Recc (Brassavola × Cattleya × Laelia × Schomburgkia) - Rhyncholaeliocattleya Rlc (Cattleya × Rhyncholaelia) - Rolfeara Rolf (Brassavola × Cattleya × Sophronitis) - Rothara Roth (Brassavola × Cattleya × Epidendrum × Laelia × Sophronitis) - Sophrocattleya Sc (Cattleya × Sophronitis) - Schombolaeliocattleya Scl (Cattleya × Laelia × Schomburgkia) - Scullyara Scu (Cattleya × Epidendrum × Schomburgkia) - Sophrolaeliocattleya Slc (Cattleya × Laelia × Sophronitis) - Schombocattleya Smbc (Cattleya × Schomburgkia) - Schombocatonia Smbcna (Broughtonia × Cattleya × Schomburgkia) - Stacyara Stac (Cattleya × Epidendrum × Sophronitis) - Stellamizutaara Stlma (Broughtonia × Broughtonia × Cattleya) - Turnbowara Tbwa (Barkeria × Broughtonia × Cattleya) - Tetracattleya Ttct (Cattleya × Tetramicra) - Tuckerara Tuck (Cattleya × Diacrium × Epidendrum) - Vejvarutara Vja (Broughtonia × Cattleya × Cattleyopsis) - Vaughnara Vnra (Brassavola × Cattleya × Epidendrum) - Wilburchangara Wbchg (Broughtonia × Cattleya × Epidendrum × Schomburgkia) - Westara Wsta (Brassavola × Broughtonia × Cattleya × Laelia × Schomburgkia) - Yamadara Yam (Brassavola × Cattleya × Epidendrum × Laelia) - Youngyouthara Ygt (Brassavola × Broughtonia × Cattleya × Caularthron) - Yahiroara Yhra (Brassavola × Cattleya × Epidendrum × Laelia × Schomburgkia) |

## Cultivo
- Luz

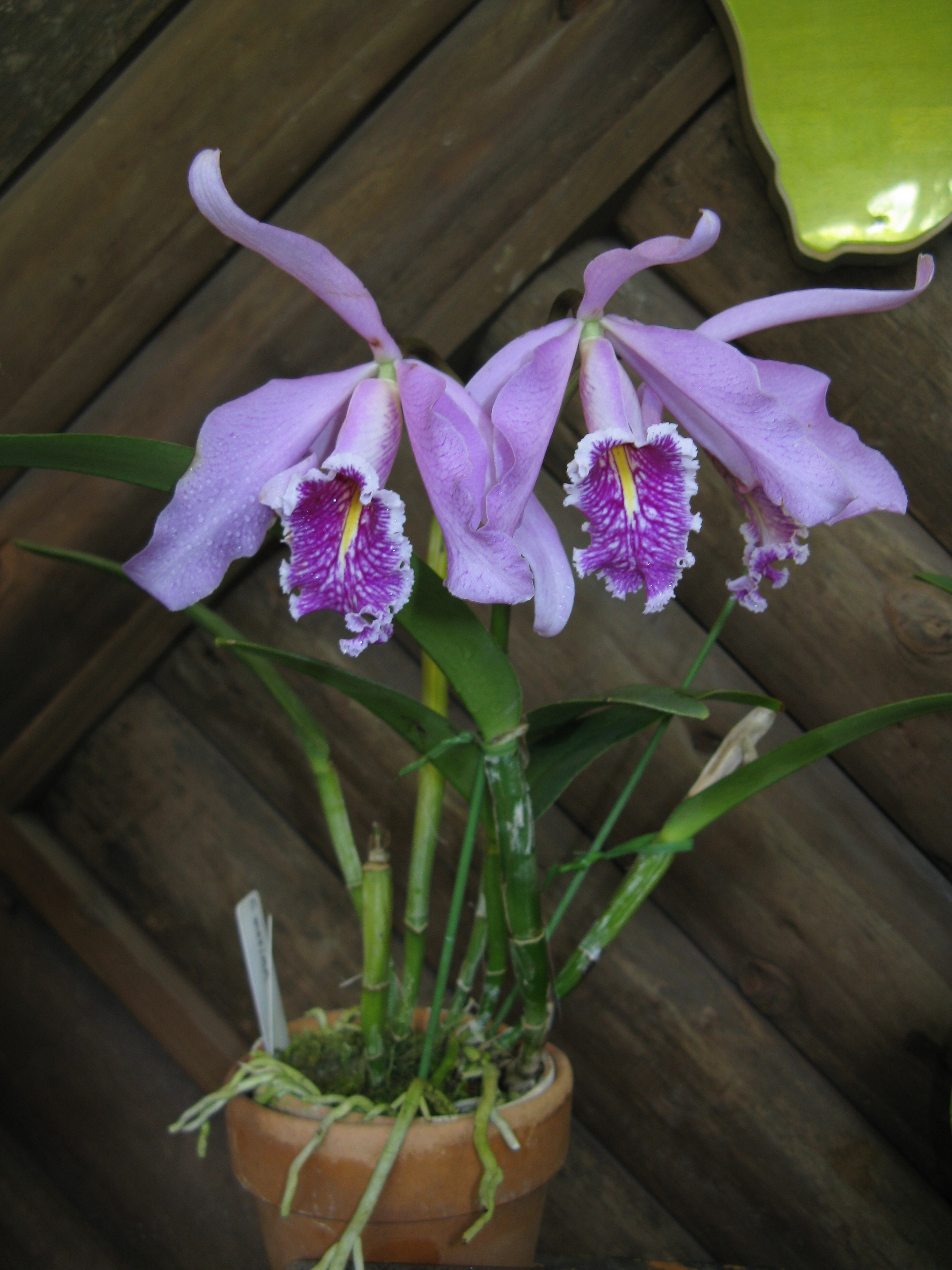
Cattleya maxima

Son orquídeas que requieren luz, pero no directa; en caso de sol intenso se debe proveer sombra.
- Temperatura

Temperaturas diurnas entre los 25-30 °C y nocturnas no inferiores a 10-12 °C.
- Humedad

Humedad entre 40% y 70 % y buena ventilación, pero no exponer a corrientes de aire.
- Riego

Regar solo cuando el sustrato donde crece la planta está seco. Se puede regar una vez por semana, pero todo depende de las condiciones del medio (luz, temperatura, ventilación).
- Abonado

Las orquídeas del género Cattleya pueden sobrevivir sin fertilizante, pero se recomienda fórmulas nitrogenadas sin úrea, aplicadas diluidamente durante la temporada de crecimiento. Para evitar la acumulación de sales en el sustrato, regar con abundante agua entre aplicaciones.